# Залізнорудний
Залізнорудний — річка в Україні, у Звенигородському і Тальнівському районах Черкаської області. Права притока Макшиболота (басейн Південного Бугу).

## Опис
Довжина річки 17 км, похил річки — 3,9 м/км. Площа басейну 46,7 км².

## Розташування
Бере початок на південному сході від Ризиного. Тече переважно на південний схід через Онопріївку (колишня Онуфріївка), понад Антонівкою і впадає у річку Макшиболото, ліву притоку Гірського Тікичу.